# فرانسوا انجلوا
فرانسوا انجلوا هو سياسي كندي، ولد في 6 يناير 1948 في شوديير أبالاش في كندا. حزبياً، نشط في الكتلة الكيبيكية. وقد انتخب عضو مجلس العموم الكندي.